# Жълто училище
„Жълтото училище“ е най-старата сграда в Пловдив, която се използва по предназначението си. To e наречено така заради непроменения цвят на фасадата си. Това е първата новопостроена за учебни цели сграда през Възраждането.

## История
Сградата е строена през 1868 г. и е дело на брациговския майстор Тодор Дамов. Високата порта издава специално ираде, позволяващо полагането на основния камък. На източния ъгъл, между улиците „Цар Ивайло“ и „Тодор Самодумов“, са запазени оригинални надписи на български и османо-турски, в които се съобщава, че училището е построено през 1868 година с благоволението на султан Абдул Азис хан.
След построяването ѝ в нея е настанено Пловдивското главно училище – първата пловдивска гимназия, създадена на базата на епархийското училище „Св. св. Кирил и Методий“ с цел да подготвя учители и свещеници. В Жълтото училище са учили Иван Вазов, Тодор Каблешков, Димчо Дебелянов. След Освобождението тук са преподавали П.Р. Славейков, Петко Каравелов.
От 1964 г. сградата се използва от Академията за музикално, танцово и изобразително изкуство. Днес в него се помещава фолклорният факултет на академията.